# مقاطعة كرجالي
محافظة كرجالي (بالبلغارية: Област Кърджали)‏ هي إحدى مقاطعات بلغاريا تقع في جنوب بلغاريا. يقدر عدد سكانها بـ 152,808 نسمة ومساحتها 3,209 كم.2 ووفقاً للتعداد السكان عام 2011 حوالي 66.1% من سكان المحافظة هم من أتراك بلغاريا، وحوالي 30.2% من البلغار.

## الموقع
موقع المقاطعة بين مقاطعات بلغاريا: